# (2781) Kleczek
(2781) Kleczek est un astéroïde de la ceinture principale.

## Description
(2781) Kleczek est un astéroïde de la ceinture principale. Il fut découvert le 19 août 1982 à l'Observatoire Kleť par Zdeňka Vávrová. Il présente une orbite caractérisée par un demi-grand axe de 3,15 UA, une excentricité de 0,18 et une inclinaison de 2,3° par rapport à l'écliptique.

## Compléments